# Cellatica
Cellatica ist eine italienische Gemeinde mit 4845 Einwohnern (Stand 31. Dezember 2023) in der Provinz Brescia (BS), Region Lombardei. Die Gemeinde gibt dem gleichnamigen Wein seinen Namen.
Die Nachbargemeinden sind Brescia, Collebeato, Concesio und Gussago.

## Geographie
Der Ort liegt auf einer Höhe von 170 m über NN. Das Gemeindegebiet umfasst eine Fläche von 6,5 km².

## Wein
Hier wird der gleichnamige Rotwein mit geschützter Herkunftsbezeichnung (DOC) produziert. Der Wein muss zu mindestens 30 % Marzemino (Berzemino), mindestens 30 % Barbera, mindestens 10 % Schiava Grossa (=Vernatsch) und mindestens 10 % Incrocio Terzi N. 1 bestehen. Höchstens 10 % andere rote Rebsorten, die für den Anbau in der Region Lombardei zugelassen sind, dürfen zugesetzt werden. Der Anbau ist in Cellatica zugelassen sowie in den umliegenden Gemeinden Rodengo-Saiano, Gussago, Collebeato und Brescia in der Provinz Brescia. Die Denomination gibt es seit 1968; sie wurde am 7. März 2014 aktualisiert.